# トリスタン・ダ・クーニャ (探検家)

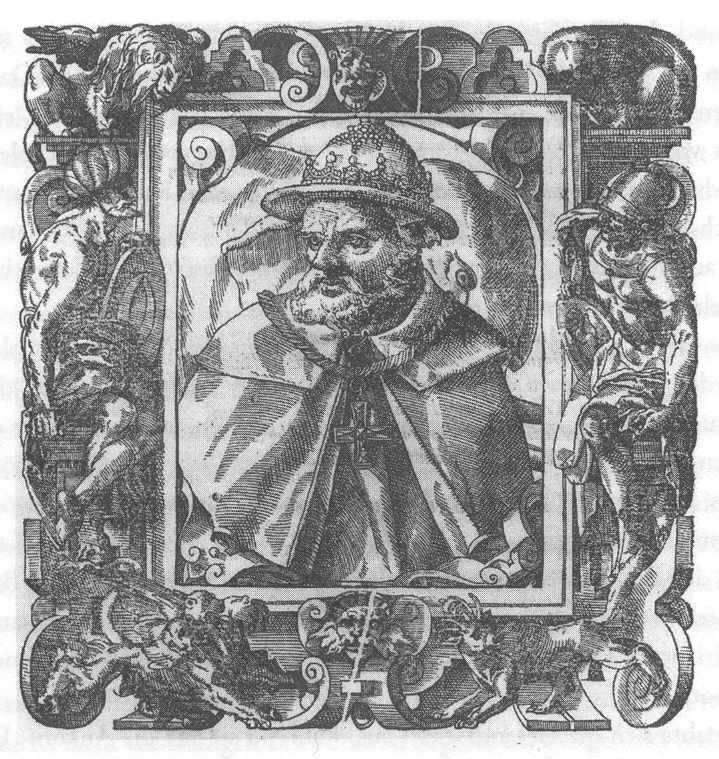
トリスタン・ダ・クーニャのエングレービング（1575年）

トリスタン・ダ・クーニャ（Tristão da Cunha、1460年頃 - 1540年頃）はポルトガルの探検家、海軍司令官。16世紀前半にマヌエル1世及びレオ10世に仕えポルトガル海上帝国の拡大に貢献した後、枢密院議員となる。時折誤って Tristão d'Acunha とも綴られる。

## 1506年の航海

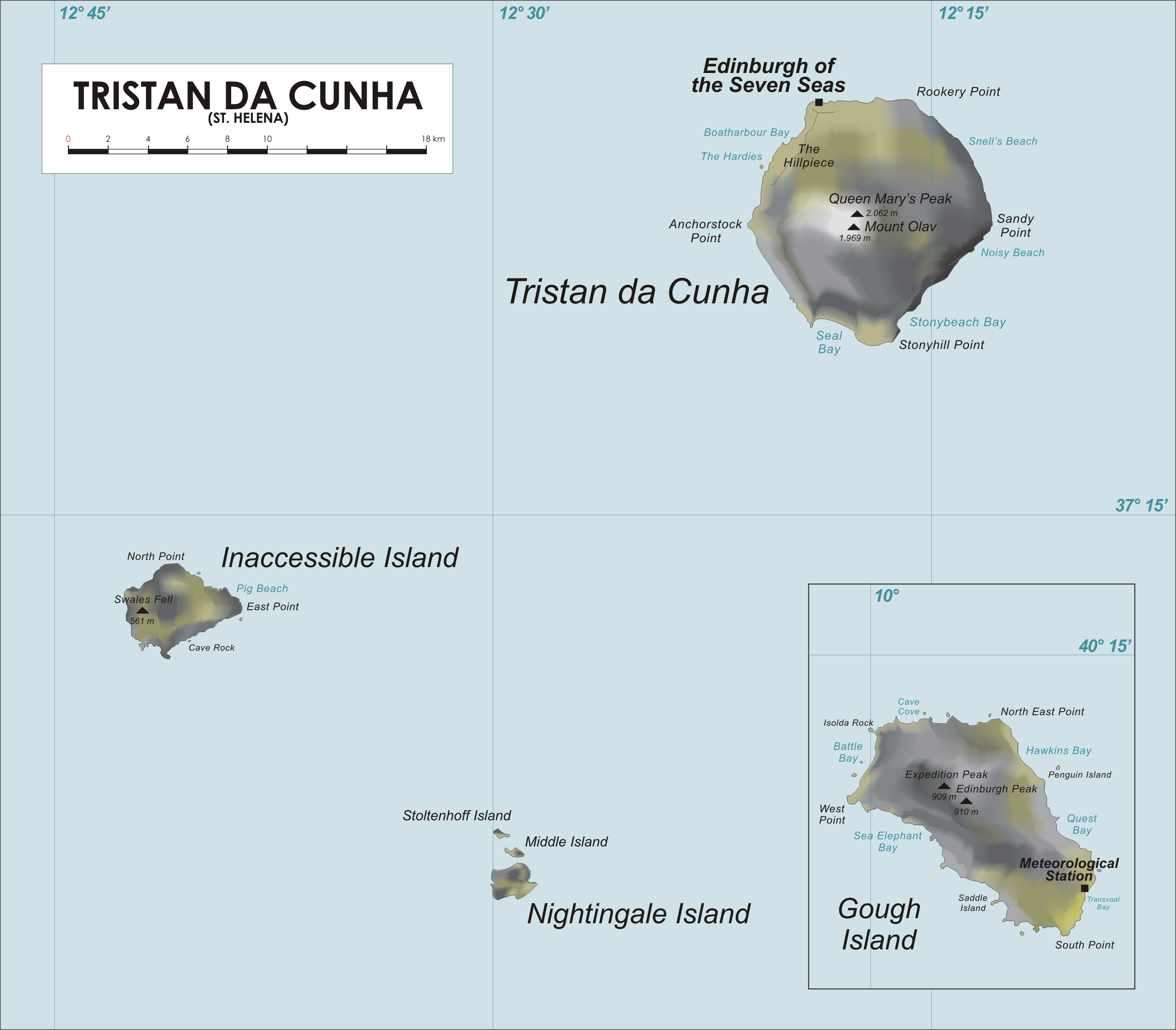
トリスタン・ダ・クーニャ諸島

クーニャは1460年頃ポルトガルに生まれる。1504年に初代ポルトガル領インド副王に推されるが諸般の事情により就任を辞退する。1506年には15隻から構成される艦隊の司令官に就き、アフリカ東海岸及びインド沖合へと航海に出た。この時、従兄弟に当たるアフォンソ・デ・アルブケルケは艦隊のうち5隻の船団の管理に当たった。
この航海は紅海貿易遮断のためアデン湾のソコトラ島を征服し、現地に要塞を築くのが目的であった。艦隊はアフリカ東海岸のムスリム都市に攻撃を加えながらソコトラ島を目指したが、クーニャは途中南アフリカから2816km離れた南大西洋上に孤島を発見した。当時海が荒れており上陸出来なかったものの、彼はその島々を自らの名に因み「トリスタン・ダ・クーニャ諸島」と名付けた。諸島発見後はマダガスカルやモザンビーク、バラワを経由して遂に目的のソコトラ島へ上陸を果たした。
1507年に発生したカナノール包囲には、クーニャ率いる11隻の艦隊がソコトラ島からの帰路偶然通り掛かり、陥落寸前であったポルトガルの要塞を解放した。この時の活躍ぶりによりインドでは一躍名を轟かせる存在となる。

## 教皇レオ10世の使節として

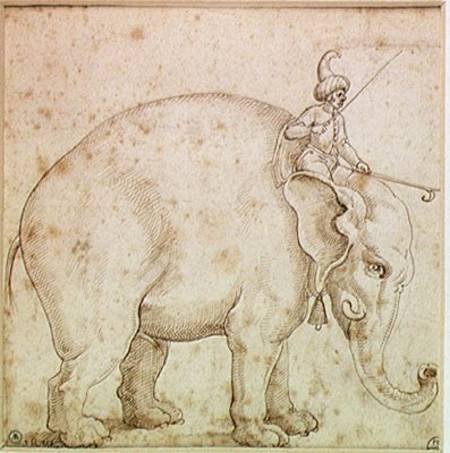
ハンノとその象使い（1575年制作、アンジェ美術館所蔵）

クーニャは帰国後の1514年、マヌエル1世より教皇レオ10世へ使節として派遣され、ポルトガル海上帝国の新たな征服に乗り出すこととなる。同年3月12日、140人からなる豪奢で大きな使節団が異国の野生動物とインドの富とともにローマの通りを闊歩する。その一行は教皇への献上品として贈られたハンノという名のゾウを中心に、2頭のヒョウ、数羽のオウムや七面鳥、そしてインドの貴重な馬を連れていた。ハンノの背には銀の城が載せられ、その中に真珠と宝石で飾られたベストと金貨が収められていた。教皇はサンタンジェロ城でこれら献上品を受け取り、以後ハンノは教皇の寵愛を受ける。
教皇もマヌエル王に贈り物をしたため、王は船いっぱいの香料で返礼した。そしてインド王から1頭のサイを届けさせたが、その船はジェノバ沖で難破してしまった。アルブレヒト・デューラーは1515年、このサイをモチーフに（デューラー本人はサイを見たことが無く、作者不詳のスケッチを基にした）木版画「犀」を完成させる。

## 晩年
クーニャ自身インド副王の職に就いたことは一度も無かったが、その息子ヌーノ・ダ・クーニャが1529年に第9代ポルトガル領インド総督となる。クーニャの墓はアレンケール郊外、オルハルヴォの教会に所在する。